# Kompasna rastlina
Kompasne rastline so rastline s sposobnostjo usmerjanja listnih ploskev v smer sever-jug, za doseganje optimalne osvetlitve. Površina listov je obrnjena k vzhodu in zahodu. Kadar je sonce v nadglavišču, padajo tako sončni žarki le na robove listov. S tem rastlina obvarujejo svoje liste pred prevelikim obsevanjem in segrevanjem, ko je sonce najmočnejše. Primera kompasnih rastlin sta kompasna solata in sončnica.

## Vir
Hluszyk, Halina (1998). Slovar ekologije.